# Cacaks Beste
Cacaks Beste es una variedad cultivar de ciruelo (Prunus domestica), de las denominadas ciruelas europeas.
Una variedad de ciruela que se creó en 1961 en el "Instituto de Fruticultura de Čačak", Yugoslavia (hoy Serbia).
Las frutas tienen un tamaño grande, con la piel color azul oscuro recubierta de pruina, espesa, violácea, sutura con línea poco visible, de color algo más oscuro que el fruto, y pulpa color amarillo verdoso, textura de firmeza media, jugo medio alto, y sabor con buen aroma, alto contenido en azúcar.

## Sinonimia
- "Cacaks",
- "Čačaks Beste",
- "Câcânska Najbolja",
- "Čačaks".

## Historia
'Cacaks Beste' variedad de ciruela que se creó en 1961 en el "Instituto de Fruticultura de Čačak", Yugoslavia (hoy Serbia), mediante el cruce de 'Wangenheimer' como "Parental Madre" x el polen de 'Hauszwetschge (Pozegaca)' como "Parental Padre".
'Cacaks Beste' variedad que se cultiva se cultiva en Alemania desde 1980 y se usa comercialmente porque tiene un buen rendimiento y los frutos son fáciles de transportar, también es tolerante a la sharka (una infestación viral que conduce a la muerte de toda la planta).

## Características
'Cacaks Beste' árbol de porte de crecimiento suelto, medio. Es solo parcialmente autofértil. Flor blanca, que tiene un tiempo de floración que comienza a partir del 15 de abril con el 10% de floración, para el 19 de abril tiene una floración completa (80%), y para el 1 de mayo tiene un 90% de caída de pétalos.
'Cacaks Beste' tiene una talla de tamaño grande de forma oblongo ovalados; epidermis tiene una piel azul oscuro recubierta de pruina, espesa, violácea, sutura con línea poco visible, de color algo más oscuro que el fruto; pedúnculo de longitud largo, fino, leñoso, con escudete muy marcado, muy pubescente, con la cavidad del pedúnculo estrecha, poco profunda, rebajada en la sutura y más levemente en el lado opuesto; pulpa de color amarillo verdoso, textura de firmeza media, jugo medio-alto, y sabor con buen aroma, alto contenido en azúcar.
Hueso con buenas propiedades de deshuesado, grande, alargado, asimétrico, con el surco dorsal muy ancho y profundo, los laterales más superficiales, zona ventral poco sobresaliente, superficie rugosa.
Su tiempo de maduración es tardía, alrededor de mediados a finales de agosto, con un alto rendimiento, y un fácil transporte.

## Progenie
Otras tres variedades, creadas en 1961, llevan el nombre del lugar de cultivo:
- 'Čačaks Fertil'
- 'Čačaks Frühe'
- 'Čačaks Schöne'.

La variedad 'Topper' es un cruce entre 'Čačaks Beste' y 'Auerbacher'.

## Usos
Se usa comúnmente como postre fresco de mesa, buena ciruela para enlatados y adornos para tartas.

## Cultivo
Variedad cultivada principalmente en Alemania.

## Características y precauciones
Es susceptible a las enfermedades de la podredumbre de la madera y la corteza en lugares demasiado húmedos.
Es tolerante al Virus de la Sharka.